# Dmitry Timofeyevich Yazov
Dmitry Timofeyevich Yazov (tiếng Nga: Дмитрий Тимофеевич Язов; 1924-2020) là vị Nguyên soái Liên Xô cuối cùng, cựu Bộ trưởng Bộ Quốc phòng Liên Xô.

## Lý lịch
Ông sinh ngày 8 tháng 11 năm 1924 tại Omsk Oblast, Liên Xô. Năm 1941, khi 17 tuổi, Yazov vào học tại trường sĩ quan bộ binh Moskva, sau đó tham gia nhiều trận đánh trong Chiến tranh chống phát xít Đức và bị thương 2 lần. Sau chiến tranh, ông tốt nghiệp Học viện Quân sự Frunze năm 1956, Học viện Bộ Tổng Tham mưu năm 1962.
Từ năm 1961 đến 1965, ông làm tiểu đoàn trưởng. Trong cuộc khủng hoảng Cuba năm 1962, Yazov được phái sang Cuba. Năm 1967, ông làm sư đoàn trưởng. Năm 1971, làm tư lệnh quân đoàn. Năm 1974, làm tổng cục trưởng tổng cục nhân sự Bộ Quốc phòng Liên Xô. Năm 1976, làm Phó Tư lệnh thứ nhất Quân khu Viễn Đông. Năm 1979, làm tư lệnh Tập đoàn quân Trung tâm đóng ở Tiệp Khắc. Năm 1980, làm tư lệnh Quân khu Trung Á. Năm 1984, làm tư lệnh Quân khu Viễn Đông. Tháng 1/1987, ông làm thứ trưởng Bộ Quốc phòng kiêm Tổng cục Trưởng Tổng cục Nhân sự. Tháng 5/1987, làm Bộ trưởng Bộ Quốc phòng, ủy viên dự khuyết Bộ Chính trị Trung ương Đảng Cộng sản Liên Xô. Năm 1990, được thăng quân hàm Nguyên soái Liên Xô.
Đầu năm 1991, chính Yazov là người đã ra lệnh phái lực lượng đặc nhiệm OMON tới Latvia và Litva. Trong Chính biến tháng 8 năm 1991, Yazov là thành viên của Ủy ban Nhà nước về Tình trạng Khẩn cấp. Khi Ủy ban này thất bại, Yazov bị Gorbachev cách chức. Liên Xô bị giải thể, Yeltsin đem Yazov ra xét xử vào năm 1994. Yazov bị giam 18 tháng tại nhà tù Matrosskaya Tishina. Sau đó, Yeltsin lại kết luận rằng Yazov vô tội và được tha. Yazov giải ngũ với một nghi lễ chính thức và được tưởng thưởng Huân chương Tổng thống. Sau này, Yazov làm cố vấn cho Bộ Tổng tham mưu Quân đội Liên bang Nga.
Ông qua đời ngày 25 tháng 2 năm 2020 tại Moskva, Nga, thọ 95 tuổi.

## Chính biến năm 1991
Trong Chính biến tháng 8 năm 1991, Yazov là thành viên của Ủy ban Nhà nước về Tình trạng Khẩn cấp nhằm cứu vãn Liên Xô nhưng thất bại. Sau này, ông kể lại rằng thực ra "Ủy ban Nhà nước về Tình trạng Khẩn cấp" không hề có ý định đảo chính, mà mục tiêu của họ là ngăn chặn sự phá hoại Nhà nước Liên Xô của Gorbachev và Yeltsin:
Điều khiến tôi tham gia vào Ủy ban Nhà nước về Tình trạng khẩn cấp là do mối đe dọa về sự sụp đổ của đất nước mà tôi đã từng chiến đấu ở mặt trận để bảo vệ nó... Không có âm mưu gì ở đây cả. Cũng không có những "người đảo chính" nào cả. Đấy chẳng qua chỉ là cái hình nộm do người của Yeltsin (Tổng thống của Cộng hòa Xô viết Nga, sau khi Liên Xô tan rã thì trở thành Tổng thống Nga) nghĩ ra để đe dọa người dân và để họ lên nắm quyền mà thôi.
Vì mục đích gì ư? Để kiềm chế Yeltsin. Đó là nhiệm vụ chính. Kiềm chế Yeltsin ở những điểm gì? Để ông ta không phát ngôn rằng luật pháp của Liên bang Nga đứng cao hơn luật pháp của Liên bang Xô Viết
Gorbachev không phải là người đủ chín chắn để lãnh đạo một quốc gia như vậy. Đất nước của chúng ta rất phức tạp, có rất nhiều dân tộc, từng có một đội quân lớn mạnh như vậy, một lãnh thổ rộng lớn như vậy. Lẽ ra, không nên trao cho người này quyền lãnh đạo một nhà nước như vậy. Thật là tồi tệ khi người ta đã phá bỏ đất nước này. Nhưng không phải chỉ một mình ông ta làm việc này. Còn có những người thân cận đã tiếp tay cho ông ta.
Tôi coi Yeltsin là một kẻ hám danh, khéo lợi dụng cảm xúc của mọi người... Giá như ông ta nghĩ đến việc gìn giữ Liên bang Xô Viết, thì ông ta đã cư xử khác đi. Nhưng ông ta chỉ nghĩ đến bản thân. Và chọn cho mình một ê kíp phù hợp. Ê kíp đó đã xẻ nát một đất nước vĩ đại ra thành những miếng mồi béo bở.